# みはらし亭
みはらし亭（みはらしてい）は、広島県尾道市東土堂町にあるゲストハウス。正式名称は「尾道ゲストハウス みはらし亭」。
千光寺の東側斜面の参道途中にあり、尾道水道を見下ろせる絶好の地にある。東隣に中村憲吉旧居がある。
1921年に個人の別荘として建てられ、その後所有者の変更を経て、1969年からは旅館として利用された。旅館の廃業後に空き家となっていたところ、2015年からNPO法人尾道空家再生プロジェクトが委託運営の形で再開業している。

## 施設
料金など詳細は公式HP参照。また文化財であるためルールが設けられている。
- 客室 : すべて和室
  - ドミトリー - 女性専用1室・男女兼用1室
  - 個室 - 2室
- 寝室内での飲食禁止。
- 全館禁煙。
- 専用駐車場はない。

## 歴史
この建物は近世から近代にかけて尾道で建てられていった「茶園」と呼ばれた別邸建築である。尾道は古くから商業地として栄え、財を成した商人が江戸時代に入ると風光明媚な地に別邸を建てていった。その一つが向島にある海物園跡になる。特に1891年山陽鉄道が開通した際に、線路敷設のため立ち退きすることになったものを救済するため線路北側の山手側に住宅建築が許可されたことにより、近代に入って財を成したものが山手側の風光明媚な地に別邸を建築していった。この建物は、折箱製造業で財を成した石井譽一が千光寺の敷地を譲り受けて1921年茶園としてまず建てられた。
1955年に現所有者の先代が購入し、1969年から旅館として営業を始めた。その後旅館業務を停止し、1980年代から空家となっていた。そこへ尾道市とNPO法人尾道空家再生プロジェクトが尾道の空家情報を提供する尾道市空き家バンク事業の適用例第1号として2009年に登録される。2013年12月24日に国の登録有形文化財に登録される。
その中でリノベーションが進み運営のノウハウを積んだNPO法人が2015年からゲストハウスとして再開業した。

## 交通
公式HPより
- 徒歩
  - JR尾道駅から千光寺道の石段を約360段ほどあがる、約30分
  - 千光寺山ロープウェイ山頂駅から約9分
  - 千光寺公園入り口から約3分
- 車
  - 専用駐車場は存在しない。商店街の有料駐車場などの利用を促している。